# Неділько Олексій Васильович

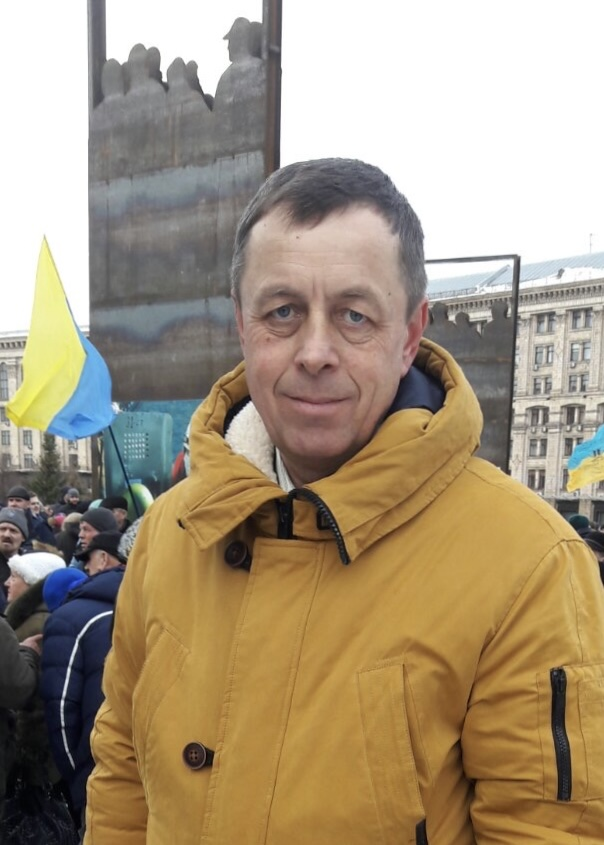
Олексій Васильович Неділько

Олексі́й Васи́льович Неді́лько (народився 23 березня 1964) — учасник Афганської війни 1979—1989 років.

## Життєпис
1983 року закінчив Шевченківський технікум гідромеліорації, призваний в прикордонні війська, після проходження навчань в Термезі відправлений до Афганістану. Служив в 1-й мотоманевровій групі, охороняли міст Хайратон через Амудар'ю, потім направили для подальшої служби в Мазарі-Шариф, III-я мотоманеврова група.
Під час однієї із зачисток в гірському кишлаку було збито 4 радянські вертольоти, екіпаж Неділька охороняв вертолітний майданчик. Один з БТРів підірвався, було необхідно доставити запчастини, при русі за ними підірвався і БТР Неділька. Зазнав важкої контузії, продовжив виконувати завдання, операція тривала ще 10 днів.
Здобув вищу освіту, директор ПП «Зелений шлях», голова Тальнівської районної організації української спілки ветеранів Афганістану.
На виборах до Черкаської обласної ради 2015 року балотувався від Партії ветеранів Афганістану. На час виборів проживав у Тальному, був директором ПП «Зелений шлях».

## Нагороди
- орден «За мужність III» ступеня (13.2.2015)